# Jean-Marie Guyau
Jean-Marie Guyau Tuillerie (Laval, Mayenne, 28 d'octubre de 1854 – Menton, Alps-Marítims, 31 de març de 1888) va ser un filòsof i poeta francès. Les seves obres estan impregnades pel vitalisme i insisteixen en la felicitat d'una vida compartida amb els altres.

## Biografia
Va néixer a Laval, departament de Mayenne, a la regió dels Països del Loira. Quan va complir tres anys, la seva mare va decidir emigrar a París.
L'entorn en què es va criar va ser molt profitós per al seu creixement intel·lectual. La seva mare va ser Augustine Tuillerie, l'autora, sota el pseudònim de G. Bruno, en referència a Giordano Bruno, de Le Tour de France par deux enfants, publicat en 1877, i diversos llibres sobre educació. El seu padrastre, Alfred Fouillée, va ser un filòsof del corrent del positivisme espiritualista, gràcies al qual es va formar en filosofia des de molt jove. La seva esposa va publicar, sota el pseudònim de Pierre Ulric, cartes romàntiques per a la joventut. El seu fill va ser el filòsof Augustin Guyau.
Es va llicenciar en Lletres a l'edat de 17 anys, i va ser un gran aficionat a les obres de Victor Hugo, Corneille, Musset, Epicuro, Epictet, Plató, Herbert Spencer i Kant. Va traduir al francès el Ενκειριδιον (Manual) d'Epictet.
Als 19 anys escriu una memòria (de més de 1300 pàgines) Memoire sur la Morale utilitaire depuis Epicure jusqu'à l'Ecole anglaise  en 1873, guardonada per l'Acadèmia Francesa de Ciències Morals i Polítiques l'any 1874, que més tard seria publicada en dos volums: La moral d'Epicuro (1878) i La moral anglesa contemporània (1879). Aquest premi li va permetre guanyar una càtedra de filosofia en el Liceu Condorcet, quan comptava amb 20 anys, on va escriure treballs didàctics.
Al cap de poc temps de començada aquesta labor sofreix els primers símptomes d'una tuberculosi, acudint al sud de França per buscar un clima més favorable, primer instal·lant-se a la costa atlàntica (Pau i després Biarritz), i després quedant-se definitivament enfront del mar Mediterrani (primer a Niça i finalment a Menton), on va romandre fins a la seva primerenca mort a l'edat de 33 anys. Va ser durant aquest període de retir on va escriure nombrosos treballs filosòfics i gran quantitat de poesia.
La seva obra principal, Esbós d'una moral sense obligació ni sanció (Esquisse d'une morale sans obligation ni sanction), publicada en 1884, sembla haver impressionat molt (i probablement influït) en el pensament de Nietzsche, citant a Guyau en els marges de les seves anotacions i citant extensament observacions d'aquest treball, sobre irreligión i en el seu Ecce homo. També va influir molt el pensament de Piotr Kropotkin en el seu escrit La moral anarquista.

## Obres
Aquest llistat és una selecció de les obres de l'autor,
- Essai sur la morale littéraire, París, 1873.
- Première année de lecture courante, París, 1875.
- Morale d'Epicure, París, 1878.
- Morale anglaise contemporaine, París, 1879.
- Vers d'un philosophe, París, 1881.
- Problèmes de l'esrhérique contemporaine, París, 1884.
- Esquisse d’une morale sans obligation ni sanction, París, 1884.
- Irréligion de l'avenir, París, 1886.
- Education et Heredite. Étude sociologique, París, 1902.
- L'art des del punt de vista sociològic, París, 1902.
- Hoeges, Dirk. Literatur und Evolution. Studien zur französischen Literaturkritik im 19. Jahrhundert. Taine – Brunetière – Hennequin – Guyau, Carl Winter Universitätsverlag, Heidelberg, 1980, ISBN 3-533-02857-7.